# I'm the grand pretender
I'm the grand pretender is een single van Cardinal Point. Het was niet afkomstig van hun enige album Cardinal Point. De van oorsprong Italianen kregen van Piet Souer een lied aangereikt, dat uiteindelijk werd geproduceerd door Hans van Hemert. Die combinatie (Souer/van Hemert) had later successen met Luv'.

## Hitnotering
Het werd in Nederland een klein hitje, The great pretender van The Platters en Freddie Mercury, wat een heel ander lied is, had aanmerkelijk meer succes.

### Nederlandse Top 40
| Hitnotering: week 4 t/m 9 in 1974 | Hitnotering: week 4 t/m 9 in 1974 | Hitnotering: week 4 t/m 9 in 1974 | Hitnotering: week 4 t/m 9 in 1974 | Hitnotering: week 4 t/m 9 in 1974 | Hitnotering: week 4 t/m 9 in 1974 | Hitnotering: week 4 t/m 9 in 1974 | Hitnotering: week 4 t/m 9 in 1974 |
| Week:                             | 1                                 | 2                                 | 3                                 | 4                                 | 5                                 | 6                                 |                                   |
| --------------------------------- | --------------------------------- | --------------------------------- | --------------------------------- | --------------------------------- | --------------------------------- | --------------------------------- | --------------------------------- |
| Positie:                          | 24                                | 20                                | 15                                | 13                                | 22                                | 40                                | uit                               |

### NederlandseDaverende 30
| Hitnotering: 2-2-1974 t/m 1-3-1974 | Hitnotering: 2-2-1974 t/m 1-3-1974 | Hitnotering: 2-2-1974 t/m 1-3-1974 | Hitnotering: 2-2-1974 t/m 1-3-1974 | Hitnotering: 2-2-1974 t/m 1-3-1974 | Hitnotering: 2-2-1974 t/m 1-3-1974 |
| Week:                              | 1                                  | 2                                  | 3                                  | 4                                  |                                    |
| ---------------------------------- | ---------------------------------- | ---------------------------------- | ---------------------------------- | ---------------------------------- | ---------------------------------- |
| Positie:                           | 29                                 | 22                                 | 14                                 | 19                                 | uit                                |